# Place Joffre
Pour les articles homonymes, voir Joffre (homonymie).
La place Joffre est une place du 7e arrondissement de Paris.

## Situation et accès

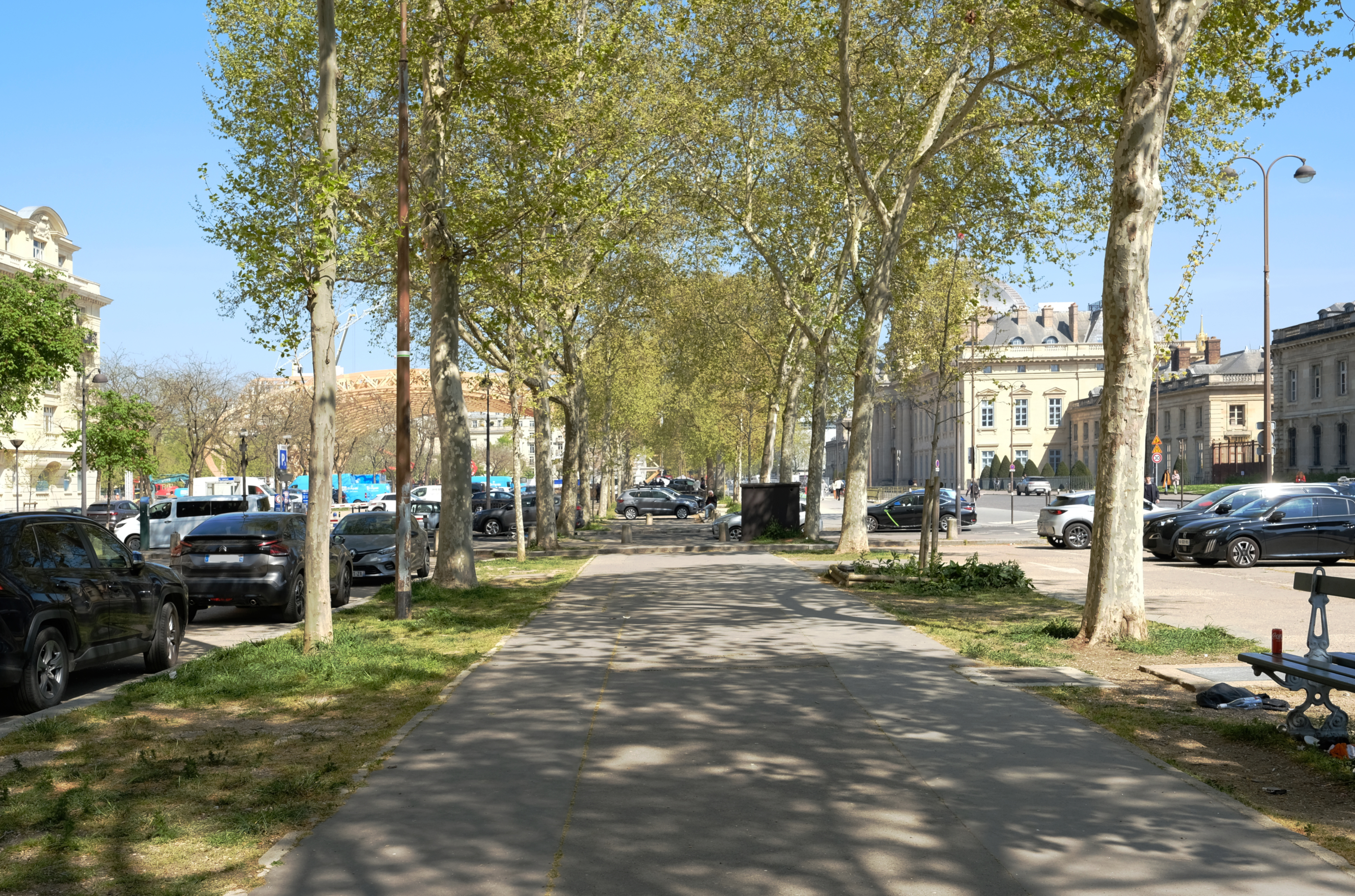
La place Joffre vue depuis l'avenue de Suffren.

Elle sépare l'École militaire et le Champ-de-Mars, entre l'avenue Duquesne et l'avenue de La Bourdonnais, d'une part, et l'avenue de Suffren, le carrefour du Général-Jacques-Pâris-de-Bollardière et l'avenue de la Motte-Picquet, d'autre part.

## Origine du nom

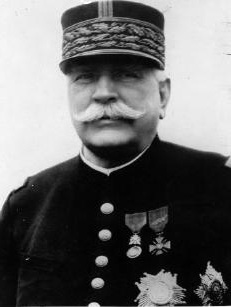
Joseph Joffre.

Cette place rend hommage à Joseph Joffre (1852-1931), maréchal de France, vainqueur de la première bataille de la Marne en 1914.

## Historique

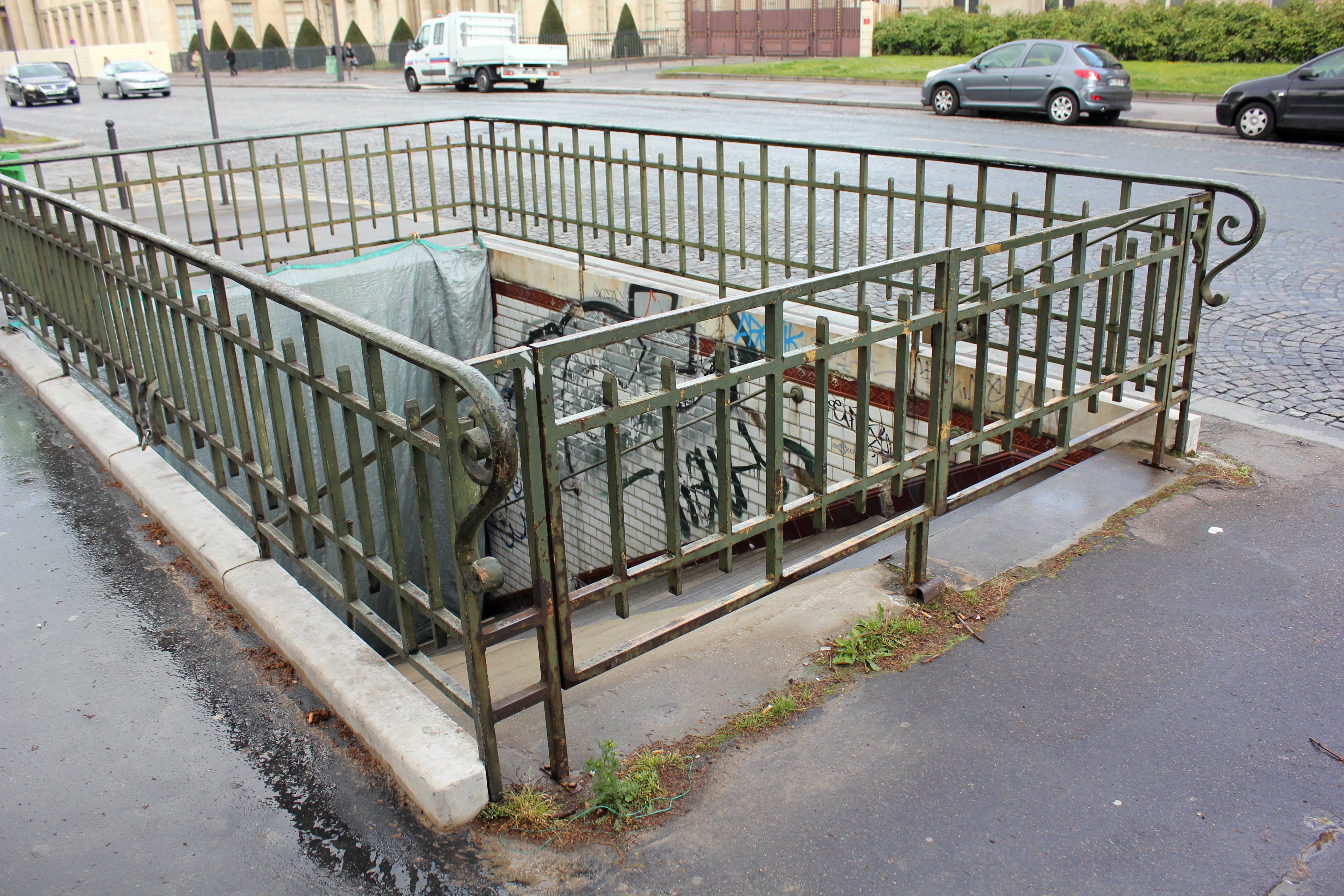
Vestige d'une entrée de l'ancienne station de métro Champ de Mars, place Joffre.

En 1933, la partie de l'avenue de La Motte-Picquet située devant l'École militaire prend son nom actuel.

## Bâtiments remarquables et lieux de mémoire
- Au milieu de la place est érigée Statue équestre du maréchal Joffre, une statue équestre en bronze du maréchal Joffre, œuvre du sculpteur Maxime Real del Sarte, de la fonderie Rudier et de l'architecte Jacques Laffillée. Inaugurée le 10 juin 1939[2], elle est située dans le même axe que la statue équestre du Maréchal Foch place du Trocadéro, inaugurée pour sa part en 1951.
- L'École militaire[1].
- Le Champ-de-Mars[1].
- La station de métro désaffectée Champ de Mars s'y trouvait. Subsiste encore un vestige de la bouche de métro.
- En 2021, le Grand Palais éphémère y est aménagé, à la place du Mur pour la Paix, qui s'y trouvait depuis 2000.